# Élections sénatoriales de 2008 dans les Alpes-Maritimes
Les élections sénatoriales dans les Alpes-Maritimes ont eu lieu le dimanche 21 septembre 2008. Elles ont eu pour but d'élire les sénateurs représentant le département au Sénat pour un mandat de six années.

## Contexte départemental
Lors des élections sénatoriales du 27 septembre 1998 dans les Alpes-Maritimes, quatre sénateurs ont été élus selon un mode de scrutin proportionnel : un DL, un UDF, et deux RPR.
Depuis, tous les effectifs du collège électoral des grands électeurs ont été renouvelés, avec les élections législatives françaises de 2007, les élections régionales françaises de 2004, les élections cantonales de 2004 et 2008 et les élections municipales françaises de 2008.

## Rappel des résultats de 1998
| Candidat et parti politique | Candidat et parti politique | Candidat et parti politique | Premier tour | Premier tour | Second tour | Second tour |
| Candidat et parti politique | Candidat et parti politique | Candidat et parti politique | Voix         | %            | Voix        | %           |
| --------------------------- | --------------------------- | --------------------------- | ------------ | ------------ | ----------- | ----------- |
|                             | José Balarello              | DL                          | 865          | 51,34        |             |             |
|                             | Charles Ginésy              | RPR                         | 761          | 45,16        | 835         | 50,27       |
|                             | Jacques Peyrat              | RPR                         | 721          | 42,79        | 825         | 49,67       |
|                             | Pierre Laffitte             | UDF                         | 637          | 37,80        | 814         | 49,01       |
|                             | Pierre Costa                | RPR                         | 422          | 25,04        | 484         | 29,14       |
|                             | Gilles Cima                 | UDF                         | 353          | 20,95        | 39          | 2,35        |
|                             | Pierre Pasquini             | RPR                         | 324          | 19,23        | 9           | 0,54        |
|                             | Roger Duhalde               | RPR                         | 295          | 17,51        | 8           | 0,48        |
|                             | Gérard de Gubernatis        | FN                          | 275          | 16,32        | 178         | 10,72       |
|                             | Paul Cuturello              | PS                          | 261          | 15,49        | 222         | 13,37       |
|                             | Marc Daunis                 | PS                          | 260          | 15,43        | 211         | 12,70       |
|                             | Louis Broch                 | PCF                         | 246          | 14,60        | 204         | 12,28       |
|                             | Sylvette de Lépinay         | PCF                         | 245          | 14,54        | Retrait     | Retrait     |
|                             | Solange Rodrigues           | RPR                         | 92           | 5,46         | 59          | 3,55        |
|                             | Léon-Maurice Gillard        | MEI                         | 26           | 1,54         | 1           | 0,06        |
|                             |                             |                             |              |              |             |             |
| Inscrits                    | Inscrits                    | Inscrits                    | 1 744        | 100,00       | 1 744       | 100,00      |
| Abstentions                 | Abstentions                 | Abstentions                 | 20           | 1,15         | 15          | 0,86        |
| Votants                     | Votants                     | Votants                     | 1 724        | 98,85        | 1 729       | 97,93       |
| Blancs et nuls              | Blancs et nuls              | Blancs et nuls              | 39           | 2,26         | 68          | 3,93        |
| Exprimés                    | Exprimés                    | Exprimés                    | 1 685        | 97,74        | 1 661       | 96,07       |

## Sénateurs sortants
| Sénateur | Sénateur        | Parti | Fonctions lors de l'élection en 1998                           |
| -------- | --------------- | ----- | -------------------------------------------------------------- |
|          | José Balarello  | UMP   | Sénateur sortant, conseiller général, maire de Tende           |
|          | Charles Ginésy  | UMP   | Sénateur sortant, président du conseil général, maire de Péone |
|          | Pierre Laffitte | UMP   | Sénateur sortant                                               |
|          | Jacques Peyrat  | ER    | Député, maire de Nice                                          |

## Présentation des listes et des candidats
Les nouveaux représentants sont élus pour une législature de 6 ans au suffrage universel indirect par les 1813 grands électeurs du département. Dans les Alpes-Maritimes, les sénateurs sont élus au scrutin proportionnel plurinominal. Compte tenu des évolutions démographiques, leur nombre change en 2008, passant de 4 à 5 sénateurs à élire et 7 candidats doivent être présentés sur la liste pour qu'elle soit validée. Chaque liste de candidats est obligatoirement paritaire et alterne entre les hommes et les femmes. 8 listes ont été déposées dans le département. Elles sont présentées ici dans l'ordre de leur dépôt à la préfecture et comportent l'intitulé figurant aux dossiers de candidature.

### Liste n° 1: Divers droite
| N° | Candidats | Candidats           | Parti | Principale fonction  |
| -- | --------- | ------------------- | ----- | -------------------- |
| 01 |           | Pierre Laffitte     | UMP   | Sénateur sortant     |
| 02 |           | Anne Sattonnet      | UMP   | Conseillère générale |
| 03 |           | Jean Icart          | UMP   | Conseiller général   |
| 04 |           | Jacqueline Morabito | DVD   |                      |
| 05 |           | Jean-Michel Matas   | DVD   |                      |
| 06 |           | Édith Lheureux      | DVD   |                      |
| 07 |           | François Demard     | DVD   |                      |

### Liste n° 2: Divers droite
| N° | Candidats | Candidats                   | Parti | Principale fonction                                   |
| -- | --------- | --------------------------- | ----- | ----------------------------------------------------- |
| 01 |           | René Vestri                 | UMP   | Conseiller général, maire de Saint-Jean-Cap-Ferrat    |
| 02 |           | Hélène Masson-Maret         | UMP   | Adjointe au maire de Grasse                           |
| 03 |           | Maxime Coullet              | DVD   | Conseiller général, maire de Saint-Cézaire-sur-Siagne |
| 04 |           | Carine Curtet               | MEI   |                                                       |
| 05 |           | Jean Mus                    | DVD   |                                                       |
| 06 |           | Christelle Pellerano-Fichot | DVD   |                                                       |
| 07 |           | Jean Guilbaud               | DVD   |                                                       |

### Liste n° 3: Majorité présidentielle
| N° | Candidats | Candidats           | Parti | Principale fonction                                  |
| -- | --------- | ------------------- | ----- | ---------------------------------------------------- |
| 01 |           | Jean-Pierre Leleux  | UMP   | Conseiller général, maire de Grasse                  |
| 02 |           | Colette Giudicelli  | UMP   | Conseillère générale                                 |
| 03 |           | Louis Nègre         | UMP   | Conseiller général, maire de Cagnes-sur-Mer          |
| 04 |           | Marguerite Blazy    | UMP   | Conseillère municipale d'Antibes                     |
| 05 |           | Charles Ange Ginésy | UMP   | Conseiller général, maire de Péone                   |
| 06 |           | Michèle Olivier     | UMP   | Maire d'Andon                                        |
| 07 |           | Honoré Colomas      | UMP   | Conseiller général, maire de Saint-André-de-la-Roche |

### Liste n° 4: Front national
| N° | Candidats | Candidats        | Parti | Principale fonction                      |
| -- | --------- | ---------------- | ----- | ---------------------------------------- |
| 01 |           | Lydia Schénardi  | FN    | Députée européenne                       |
| 02 |           | Bruno Ligonie    | FN    |                                          |
| 03 |           | Monique Lartigue | FN    | Conseillère municipale de Cagnes-sur-Mer |
| 04 |           | Hubert de Mesmay | FN    | Conseiller régional                      |
| 05 |           | Bérengère Nicot  | FN    |                                          |
| 06 |           | Jean Thiéry      | FN    |                                          |
| 07 |           | Danielle Cardin  | FN    |                                          |

### Liste n° 5: MoDem
| N° | Candidats | Candidats          | Parti | Principale fonction             |
| -- | --------- | ------------------ | ----- | ------------------------------- |
| 01 |           | Pascale Vaillant   | MoDem |                                 |
| 02 |           | François Delétang  | MoDem |                                 |
| 03 |           | Catherine Le Lan   | MoDem | Conseillère municipale de Vence |
| 04 |           | Fabien Bénard      | MoDem |                                 |
| 05 |           | Jasmine Cavenel    | MoDem |                                 |
| 06 |           | Philippe Briand    | MoDem |                                 |
| 07 |           | Sophie Ingallinera | MoDem |                                 |

### Liste n° 6: Les Verts
| N° | Candidats | Candidats                  | Parti | Principale fonction                                     |
| -- | --------- | -------------------------- | ----- | ------------------------------------------------------- |
| 01 |           | Rémi Gaechter              | Verts | Conseiller municipal de Nice                            |
| 02 |           | Joëlle Faguer              | Verts | Conseillère régionale, conseillère municipale de Grasse |
| 03 |           | Pierre Aubry               | Verts |                                                         |
| 04 |           | Anne Mathé de Botton       | Verts | Conseillère municipale de Menton                        |
| 05 |           | Lionel Nussle              | Verts |                                                         |
| 06 |           | Mari-Luz Hernandez-Nicaise | Verts | Conseillère municipale de Nice                          |
| 07 |           | Didier Chérel              | Verts |                                                         |

### Liste n° 7: Parti communiste français
| N° | Candidats | Candidats           | Parti | Principale fonction                                 |
| -- | --------- | ------------------- | ----- | --------------------------------------------------- |
| 01 |           | Émile Tornatore     | PCF   | Maire du Broc                                       |
| 02 |           | Michèle Pastorelli  | PCF   |                                                     |
| 03 |           | Francis Tujague     | PCF   | Conseiller général, maire de Contes                 |
| 04 |           | Brigitte Hourtic    | PCF   | Conseillère municipale de Beausoleil                |
| 05 |           | Michel Masseglia    | PCF   |                                                     |
| 06 |           | Emmanuelle Gaziello | PCF   | Conseillère municipale de Nice                      |
| 07 |           | Gérard Piel         | PCF   | Conseiller régional, conseiller municipal d'Antibes |

### Liste n° 8: Parti socialiste
| N° | Candidats | Candidats              | Parti | Principale fonction                              |
| -- | --------- | ---------------------- | ----- | ------------------------------------------------ |
| 01 |           | Marc Daunis            | PS    | Maire de Valbonne                                |
| 02 |           | Michèle Matringe       | PS    | Conseillère municipale de Nice                   |
| 03 |           | Paul Cuturello         | PS    | Conseiller général, conseiller municipal de Nice |
| 04 |           | Michèle Borghi-Gastaut | PS    |                                                  |
| 05 |           | Jean-Christophe Picard | PRG   |                                                  |
| 06 |           | Catherine Alinat       | PS    | Conseillère municipale de Vence                  |
| 07 |           | José Garcia Abia       | PS    |                                                  |

## Résultats
| Tête de liste  | Tête de liste      | Liste          | Voix  | %      | Sièges |
| -------------- | ------------------ | -------------- | ----- | ------ | ------ |
|                | Jean-Pierre Leleux | UMP            | 858   | 48,01  | 3      |
|                | René Vestri        | UMP-MEI        | 328   | 18,35  | 1      |
|                | Marc Daunis        | PS-PRG         | 254   | 14,21  | 1      |
|                | Pierre Laffitte    | UMP            | 164   | 9,18   |        |
|                | Émile Tornatore    | PCF            | 116   | 6,49   |        |
|                | Pascale Vaillant   | MoDem          | 33    | 1,85   |        |
|                | Rémi Gaechter      | Verts          | 19    | 1,06   |        |
|                | Lydia Schénardi    | FN             | 15    | 0,84   |        |
|                |                    |                |       |        |        |
| Inscrits       | Inscrits           | Inscrits       | 1 813 | 100,00 |        |
| Abstentions    | Abstentions        | Abstentions    | 8     | 0,44   |        |
| Votants        | Votants            | Votants        | 1 805 | 99,56  |        |
| Blancs et nuls | Blancs et nuls     | Blancs et nuls | 18    | 1,00   |        |
| Exprimés       | Exprimés           | Exprimés       | 1 787 | 99,00  |        |

### Sénateurs élus
| Sénateur | Sénateur           | Parti |
| -------- | ------------------ | ----- |
|          | Marc Daunis        | PS    |
|          | Jean-Pierre Leleux | UMP   |
|          | Colette Giudicelli | UMP   |
|          | Louis Nègre        | UMP   |
|          | René Vestri        | UMP   |